# Jocurile Olimpice de vară din 1924
A VIII-a ediție a Jocurilor Olimpice s-a desfășurat la Paris, Franța în perioada 4 mai - 27 iulie 1924.

## Organizare
- Orașe candidate: Amsterdam, Berlin, Los Angeles, Rio de Janeiro și Roma.
- Au participat 44 de țări și 3.089 de sportivi (din care 135 femei) care s-au întrecut în 126 de probe din 17 sporturi.
- Ceremonia a fost deschisă de președintele Franței, Gaston Doumergue.
- A fost ultima Olimpiadă organizată sub președinția lui Pierre de Coubertin.
- A fost introdusă deviza olimpică: Citius, Altius, Fortius (Mai repede, mai sus, mai puternic).
- Ceremonia de deschidere și câteva probe sportive au avut loc pe stadionul olimpic Yves-du-Manoir, care avea o capacitate de 45.000 de locuri
- Pentru prima dată, sportivii au fost reuniți în Satul Olimpic.
- Pentru ceremonia de închidere a fost introdus ritualul ridicării drapelelor CIO, al țării gazdă și al țării ce urmează să organizeze ediția viitoare.
- Ca și la Olimpiada de la Anvers, țările învinse în primul război mondial n-au fost invitate: Germania, Austria, Ungaria, Bulgaria și Turcia.

## Sporturi olimpice
| - Atletism - Box - Caiac canoe (demonstrativ) - Canotaj - Ciclism - Echitație | - Fotbal - Gimnastică - Haltere - Lupte - Natație - Navigație | - Pelotă (demonstrativ) - Pentatlon modern - Polo - Polo pe apă - Rugby - Savate (demonstrativ) | - Sărituri în apă - Scrimă - Tenis de câmp - Tir |

## Evenimente marcante
- La scrimă, francezul Fencer Roger Ducret a câștigat cinci medalii, din care trei de aur.
- Înotătorul american Johnny Weissmuller a câștigat trei medalii de aur și una de bronz. Peste câțiva ani va juca în filmul Tarzan.

## Clasamentul pe medalii
(Țara gazdă apare cu aldine.)
| Jocurile Olimpice 1924 |                |     |        |       |       |
| Poz.                   | Țară           | Aur | Argint | Bronz | Total |
| 1                      | Statele Unite  | 45  | 27     | 27    | 99    |
| 2                      | Finlanda       | 14  | 13     | 10    | 37    |
| 3                      | Franța         | 13  | 15     | 10    | 38    |
| 4                      | Marea Britanie | 9   | 13     | 12    | 34    |
| 5                      | Italia         | 8   | 3      | 5     | 16    |
| 6                      | Elveția        | 7   | 8      | 10    | 25    |
| 7                      | Norvegia       | 5   | 2      | 3     | 10    |
| 8                      | Suedia         | 4   | 13     | 12    | 29    |
| 9                      | Olanda         | 4   | 1      | 5     | 10    |
| 10                     | Belgia         | 3   | 7      | 3     | 13    |

## România la JO 1924
|         | Gold | Silver | Bronze | Total |
| ------- | ---- | ------ | ------ | ----- |
| România | 0    | 0      | 1      | 1     |

România a ocupat poziția a 23-a în clasamentul pe medalii